# Colonie du Cape Fear
Pour les articles homonymes, voir Cape Fear.
La colonie du Cape Fear fut l'un des premiers établissements durables d'Européens en Caroline du Nord, vers le milieu du XVIIe siècle, sur laquelle prirent appui les autres colonies de la région.
La colonie se trouvait, dans sa première forme, le long de la rivière du Cape Fear, se jetant près du cap Fear.

## La colonie installée en 1653
Un groupe de non-conformistes menées par Roger Green, venu de la rivière Nansemund, s'installa en 1653, peu après le changement de gouverneur en Virginie le long de la rivière Moratuk, tandis qu'une autre concession de 1 000 acres était accordée au sud de la rivière Chowan sans que l'on sache si elle était réellement occupée.

## La New England Company de 1661 à 1663
Une petite communauté venue du Massachusetts y vécut de 1661 à 1663 avant de repartir car la rente exigée à partir de la charte de 1663 par les Lord Proprietors ne leur permettait plus de conserver une existence viable. 
Ces colons étaient arrivés par le biais de la "New England Company" créée en 1649 par le Parlement anglais, qui avait entre autres pour mission d'évangéliser les Amérindiens, ce qu'elle tenta d'effectuer. Ils avaient utilisé les services d'un capitaine de vaisseau anglais William Hilton, qui remonta la rivière jusqu'à l'emplacement de la ville actuelle de Wilmington et laissa un manuscrit, disponible à Royal Society de Londres, complété par un texte de Nicholas Shapley, en novembre 1662. Le récit de l'expédition témoigne d'une exploration assez poussée de la région et de nombreux contacts avec les Amérindiens.
Une partie de ces premiers habitants retourna au Massachusetts et certains restèrent mais végétèrent misérablement.
Les colons suivants vinrent s'établir à l'embouchure même du Cape Fear et absorbèrent ce qui pouvait rester de la première fondation. On appela le nouvel établissement comté de Clarendon, du nom d'un des huit Lords Proprietors, beau-frère du duc d'York Jacques II et du roi d'Angleterre. Les nouveaux venus absorbèrent les débris de la première colonie.

## Un site pour du bois pour les barriques à mélasse
Sir John Yeamans, gouverneur du groupe de colons suivants, était un riche planteur de sucre venu de la Barbade, afin d'exploiter le bois des environs pour approvisionner la Barbade en barriques à mélasse. La région du cap Fear est riche en grands pins et possède l'un des moins mauvais ports de la côte, au niveau de Wilmington.
Il avait reçu pour instruction de William Berkeley, gouverneur de la Virginie voisine, de se montrer conciliant avec les quelques colons de la Nouvelle-Angleterre encore sur place, afin d'éviter les conflits avec les colonies de la côte nord-américaine, plus peuplées.

## La charte de mars 1663, réécrite en 1665
La charte de 1663, signée en mars, ce sont cette fois les huit lords propriétaires de Caroline, ses bénéficiaires, qui recoururent en octobre 1663 aux services du même capitaine William Hilton, qui fit une seconde expédition mais cette fois avec un groupe de planteurs de la Barbade, financés par sir John Yeamans et John Vassal.
Ces dernières restèrent d'octobre à décembre, puis revinrent en mai 1664, toujours menés par John Vassal. Ils fondèrent en décembre 1664, vingt miles plus loin, une colonie du nom de Charles Town du Cape Fear, qui sera elle abandonnée en 1667, en partie en raison de l'hostilité des Amérindiens. Thomas Smith proposera un autre établissement en 1713 à l'emplacement de la ville actuelle de Wilmington.
En janvier 1665, ces nouveaux colons venus de la Barbade, qui jusque-là n'étaient pas parvenus à un accord avec les Lords Proprietors, finissent par en signer un avec William Yeamans, fils de Sir John Yeamans . 
La charte de 1663 fut réécrite pour inclure tous les territoires, en incluant la colonie d'Albemarle, beaucoup plus au nord.

## La capitale rebaptisée Charlestown
L'un des sites de la colonie, censé être sa modeste capitale, fut baptisé Charlestown. En octobre, John Yeamans, qui remontait la rivière, rencontra les colons de Charles Town du Cape Fear, qui étaient en manque cruel de vivres et promit de leur envoyer de l'aide, mais cette partie de la colonie a très vite disparu et une nouvelle colonie de Charleston est fondée par le même John Yeamans en 1670 à deux cents miles au sud.
John Yeamans amena des esclaves. Dès 1666, environ 600 hommes vivaient dans cette nouvelle colonie. 

## La colonie scindée en1671
En 1671, ce vaste territoire fut divisé en deux comtés, le comté de Clarendon et le comté d'Albemarle, lui-même divisé en trois districts, Berkeley, Carteret et Shaftsbury, portant les noms de trois Lords Proprietors nommés dans la charte de 1663.
La juridiction de Yeamans allait du Cape Fear à la rivière St. John située sur l'actuelle Floride. Cet établissement devint permanent avec dès 1674 une population de 4 000 habitants. En 1677 des agents du gouvernement se présentèrent, qui demandaient un penny sur chaque livre de tabac envoyée en Nouvelle-Angleterre, ce à quoi résistèrent les colons  menés par John Culpeper, qui emprisonna le gouverneur et six de ses lieutenants, saisit les fonds qu'ils avaient prélevés et nomma de nouveaux magistrats et juges.